# Night Train (2009)
Night Train (engl. für Nachtzug) ist ein US-amerikanischer Mystery-Thriller aus dem Jahr 2009. Die Hauptrollen spielen Danny Glover, Leelee Sobieski und Steve Zahn. In einer Nebenrolle ist Matthias Schweighöfer zu sehen.

## Handlung
Ein geheimnisvoller Fremder, der einen Gegenstand fest an sich gedrückt hat, besteigt an Heiligabend den Nachtzug von Schaffner Miles. Im Zug trinkt der Fremde Alkohol, nachdem er Tabletten zu sich genommen hat, und stirbt kurz darauf daran. Miles und die Passagiere Chloe und Pete finden im Gepäck des toten Fahrgastes ein Holzkästchen, in dem jeder der drei Beteiligten wertvolle Edelsteine zu sehen glaubt. Pete und Chloe wollen, dass sie die Steine unter sich aufteilen, Miles ist jedoch zuerst dagegen und will die Behörden über den Vorfall benachrichtigen. Er entscheidet sich schließlich jedoch um und man kommt überein, dass man die Leiche des Fremden verschwinden lassen muss. Sie wollen sie an einer Stelle, wo der Zug eine Brücke überquert, aus dem Zug werfen, müssen sie dafür jedoch ungesehen bis zum anderen Ende des Zuges bringen, wo in der Gepäckaufbewahrung eine entsprechende Türe ist. Sie wollen die Leiche in einen Koffer legen und diesen über Bord werfen, jedoch findet sich kein Koffer, der groß genug wäre. Chloe, die Medizin studiert, beschließt daraufhin, den Leichnam mit einem Beil aus der Küche zu zerhacken, um ihn in den Koffer zu bekommen. Nachdem die Leiche auf diese Weise über Bord geworfen wurde, wollen sie das Kästchen öffnen, was ihnen aber nicht gelingt, selbst Schläge mit dem Hammer verursachen nicht einmal Kratzer.
Am nächsten Bahnhof steigt jedoch ein weiterer Fahrgast zu, der mit dem Verstorbenen verabredet ist. Miles behauptet, sich nicht an einen solchen Fahrgast erinnern zu können, die Behauptung fliegt jedoch auf, als eine Passagierin wissen will, was aus besagtem Mann wurde. Der Hinzugestiegene fordert Miles, Pete und Chloe mit vorgehaltener Waffe dazu auf, ihm das Kästchen zu geben. Als er fragt, was sie beim Blick in das Kästchen gesehen haben und sie von Edelsteinen sprechen, lacht sie der Fremde für ihre Beschränktheit aus. Es stellt sich auch heraus, dass Pete Smaragde sah, Miles allerdings Diamanten. Es kommt schließlich zu einem Gerangel und Pete erschießt in diesem den Fremden. Kurz darauf muss der Zug jedoch außerplanmäßig anhalten, da die Polizei auftaucht, die auf den hinausgeworfenen Koffer mit der zerhackten Leiche gestoßen ist. Die Leiche des zweiten Fremden wird rasch in einem Gepäckfach versteckt. Bei der Weiterfahrt kontrolliert der zuständige Beamte die Passagierliste. Es stellt sich schließlich heraus, dass alle Fahrgäste an Bord in Wirklichkeit nur hinter dem besagten Kästchen her sind, darunter auch zwei Agenten der chinesischen Regierung. Bis auf Miles kommen alle Anwesenden schließlich bei dem Versuch, sich des Kästchens zu bemächtigen, ums Leben. Dieses ist inzwischen aus dem Zug gefallen und liegt irgendwo auf der Wegstrecke. Miles begibt sich nach draußen und findet es, die Kälte und der Schnee setzen ihm jedoch schwer zu. Da er weiß, dass er sterben wird, versucht er, den Kasten auf das Gleis zu legen, in der Hoffnung, dass der nächste vorbeikommende Zug über dieses fährt und den unheimlichen Gegenstand zerstört. Es taucht jedoch ein Hund auf, der an dem Kästchen schnuppert, sodass dieses von den Gleisen an den Rand fällt und somit nicht zerstört wird, als ein Zug vorbeikommt. Der Film endet damit, dass bei Tageslicht ein kleines Mädchen das Kästchen ihm Schnee liegend findet. Es hebt ihn auf, blickt hinein und beginnt dann zu lächeln.

## Veröffentlichung
Die Direct-to-DVD-Produktion erschien am 7. Juli 2009 in den Vereinigten Staaten und am 3. Dezember 2010 in Deutschland auf DVD und Blu-Ray. Seine Free-TV-Premiere in Deutschland hatte der Film am 14. Februar 2012 auf Tele 5.

## Kritiken
„Thriller um die Destruktivität menschlicher Gier, der die schlichte Handlung in einen sterilen Look taucht, wobei trotz guter Darsteller kaum Spannung aufkommt.“

„Seltsames B-Movie – nur für Genrefans.“